# Corby District
Corby var mellan 1974 och 2021 ett distrikt i Storbritannien. Det låg i grevskapet Northamptonshire och riksdelen England, i den sydöstra delen av landet, 120 km norr om huvudstaden London. Distriktet hade 61 255 invånare (2011). Arean var 80 kvadratkilometer.
Den 1 april 2021 blev det en del av den nya enhetskommunen North Northamptonshire.